# Sittee Point
Sittee Point är en udde i Belize. Den ligger i distriktet Stann Creek, i den sydöstra delen av landet, 70 km sydost om huvudstaden Belmopan.